# Parafia św. Stanisława Biskupa i Męczennika w Osuchowie
Parafia Świętego Stanisława Biskupa i Męczennika w Osuchowie – parafia należąca do dekanatu Mszczonów diecezji łowickiej. Mieści się przy ulicy Mszczonowskiej. Od 2023 roku proboszczem parafii jest ks. Jacek Warzecha.

## Historia parafii
Parafia swój początek zawdzięcza rodzinie Osuchowskich, która w XV w. ufundowała budowę drewnianej świątyni na wzgórzu w Osuchowie. Jednak już w XVII wieku właściciel wsi, Mikołaj Osuchowski, przeszedł na protestantyzm i parafia przestała istnieć. Msze święte odprawiane były przez zakonnika z klasztoru w Lipiu. W 1750 ponownie erygowano świątynię, a wkrótce potem założono istniejący do dziś cmentarz i zbudowano przykościelną dzwonnicę. W 1875 rozpoczęto budowę obecnego, murowanego budynku kościoła. Po jej ukończeniu w 1882 r. starą, drewnianą konstrukcję rozebrano. Część zabudowań kościoła spłonęła podczas działań wojennych na początku II wojny światowej, odbudowano je jednak już w 1944. W latach 90. proboszcz parafii ks. Marian Lipski zbudował na terenie przykościelnym drugą Drogę Krzyżową Umęczonego Narodu Polskiego (pierwsza powstała wcześniej w Głogowcu koło Kutna).

### Księgi metrykalne
W parafii zachowały się akta metrykalne obejmujące następujące roczniki: chrzty od 1832, małżeństwa od 1802 r., zgony od 1802 r. Ponadto kopie ksiąg metrykalnych obejmujące lata od 1810 do początków XX w. przechowywane są w Archiwum Państwowym w Grodzisku Mazowieckim.

### Zasięg parafii
Do parafii Osuchów należą następujące miejscowości:
- Białogórne
- Bobrowce
- Budy-Strzyże
- Budy-Zasłona
- Dębiny Osuchowskie
- Edwardowo
- Huta Piekarska
- Janówek
- Kowiesowo
- Kowiesy
- Lindów
- Małachowszczyzna
- Nowe Poręby
- Olszewek
- Osuchów
- Pawłowice
- Piekarowo
- Piekary
- Pieńki Osuchowskie
- Podlindowo
- Strzyże
- Suszeniec
- Tuniki (4 domy graniczące z Osuchowem)
- Wygnanka (do numeru 28)
- Zimnice